# Općina Ljutomer
Općina Ljutomer (slo.:Občina Ljutomer) je općina u sjeveroistočnoj Sloveniji u pokrajini Štajerskoj i statističkoj regiji Pomurje. Središte općine je naselje Ljutomer s 3.413 stanovnika.

## Zemljopis
Općina Ljutomer nalazi se u sjeveroistočnom dijelu Slovenije. Dio istočne granice općine je i državna granica prema Hrvatskoj. Zapadni dio područja općine pripada istočnim Slovenskim Goricama, brdskom području poznatom po vinogradarstvu i vinarstvu. U istočnome dijelu općine teče rijeka Mura.
U općini vlada umjereno kontinentalna klima.
Najznačajniji vodotok u općini je rijeka Mura. Ostali vodotoci su mali i njeni su pritoci.

## Naselja u općini
Babinci, Bodislavci, Branoslavci, Bučkovci, Cezanjevci, Cuber, Cven, Desnjak, Drakovci, Globoka, Godemarci, Gresovščak, Grlava, Ilovci, Jeruzalem, Krapje, Krištanci, Kuršinci, Ljutomer, Mala Nedelja, Mekotnjak, Moravci v Slovenskih Goricah, Mota, Noršinci pri Ljutomeru, Nunska Graba, Plešivica, Podgradje, Precetinci, Presika, Pristava, Radomerje, Radomerščak, Radoslavci, Rinčetova Graba, Sitarovci, Slamnjak, Spodnji Kamenščak, Stara Cesta, Stročja vas, Šalinci, Vidanovci, Vogričevci, Zgornji Kamenščak, Železne Dveri

## Vanjske poveznice
- Službena stranica općine